# Odolena Voda
Odolena Voda è una città della Repubblica Ceca facente parte del distretto di Praha-východ, in Boemia Centrale.